# Commandement militaire
Pour les articles homonymes, voir Commandement.

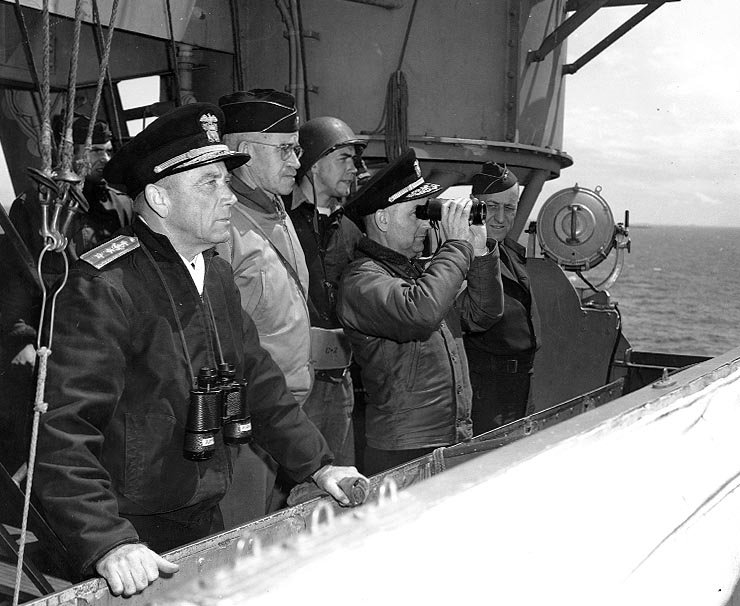
Officiers supérieurs de l'armée américaine supervisant les opérations de débarquement de troupes le 8 juin 1944, deux jours après le Jour J en Normandie ; ils sont à bord du bâtiment USS Augusta (CA-31). Le Lieutenant Général Omar N. Bradley, qui dirige le premier corps d'armée U.S., est le deuxième en partant de la gauche sur la photo.

Dans le milieu militaire, le commandement est l'action de diriger des forces armées, que ce soit quelques individus, une armée entière voire un groupement international d'armées, et désigne par métonymie l'autorité qui assume les responsabilités de cette action. Dans ce dernier sens, il est formé d'un groupe de personnes, généralement des généraux, dirigeant les opérations militaires, tant sur le plan stratégique que tactique. La chaîne de commandement assure la diffusion de l'ordre donnée jusqu'à la troupe.
Le commandement, concept essentiel à l’efficacité des armées, est non un grade mais une fonction définie dans le cadre d'une mission, qui s'impose au cadre hiérarchique. Le militaire d'un certain grade pourvu d'un commandement est dit « chef » de l'unité ou des unités mises à sa disposition pour l'accomplissement de sa mission. Ainsi un militaire d'un grade inférieur peut, dans le cadre de sa mission, avoir autorité sur un supérieur. Par exemple un commandant doit, en théorie, se soumettre aux ordres du chef de poste, fût-il sergent, quand il s'agit du franchissement de ce poste.

## Dans l'histoire
Un vieux dicton militaire décrit les sentiments mutuels de deux officiers gravissant ensemble les degrés de la hiérarchie : « Lieutenants, amis. capitaines, camarades. Commandants, collègues. Colonels, rivaux. Généraux, ennemis. »
"Commander n'est pas apporter une expertise. C'est écarter le superflu, avoir une vision d'ensemble et assurer l'interaction des différents leviers pour atteindre un objectif. "J'ai le don de simplifier les problèmes" aimait à dire Napoléon."

## Description
Le commandement stratégique s'effectue généralement dans un poste de commandement en dur ou provisoire.
L'armée dispose de véhicules de commandement — à l'instar des véhicules postes de commandement des pompiers — afin d'exercer le commandement tactique sur le terrain. Dans la marine, cela peut s'effectuer sur un bateau.

## Compétences
- Hiérarchisation des priorités, en s'appuyant par exemple sur la Matrice d'Eisenhower.
- Résistance au stress
- Résistance psychosomatique et physique
- Connaissance des règlements et des doctrines d'emploi.
- Connaissance du potentiel de ses subordonnés et du matériel à disposition
- Capacité de travail en autonomie
- Lecture topographique et tactique du terrain

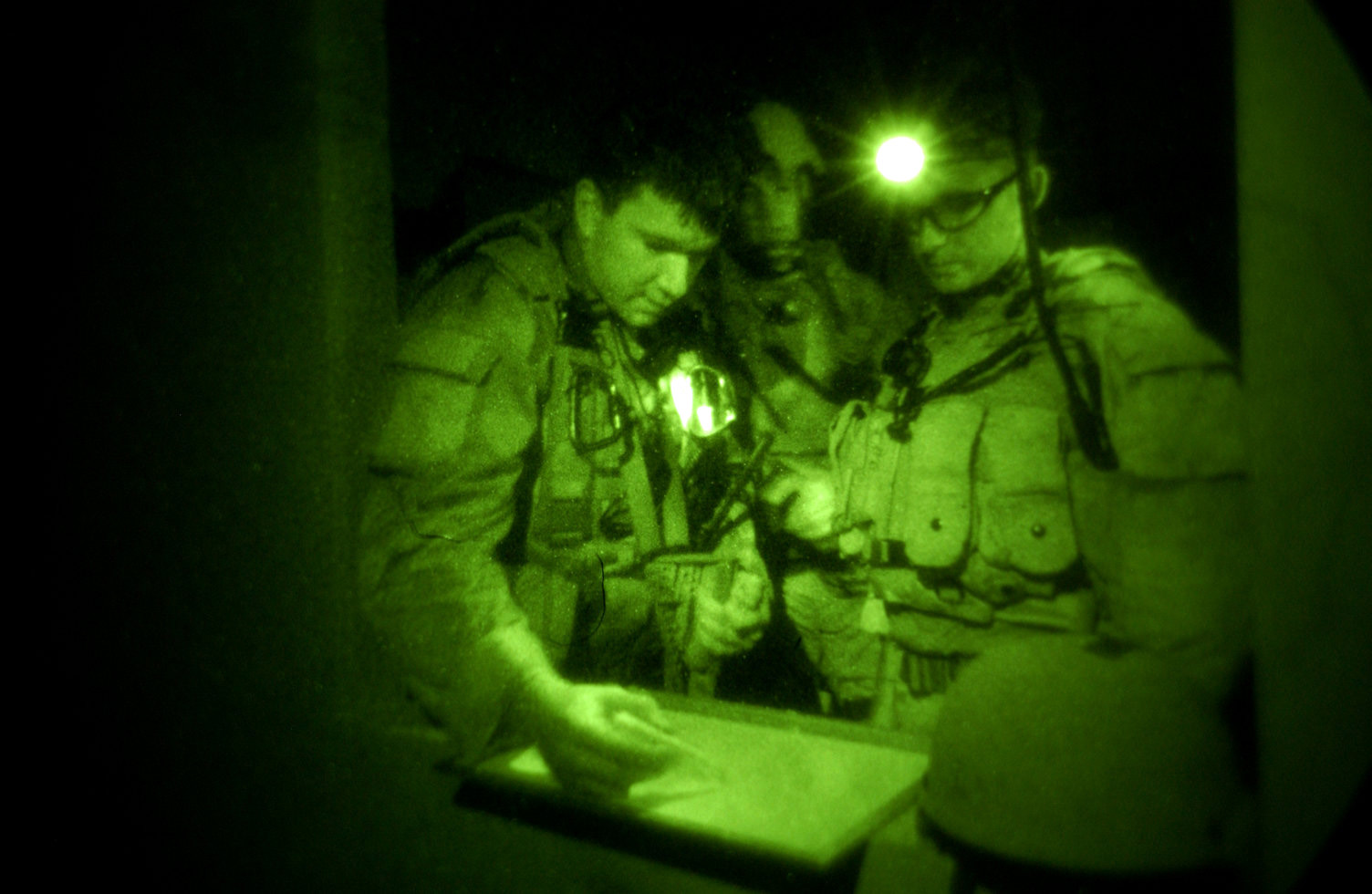
Le commandement militaire peut exiger des amplitudes horaires extrêmes
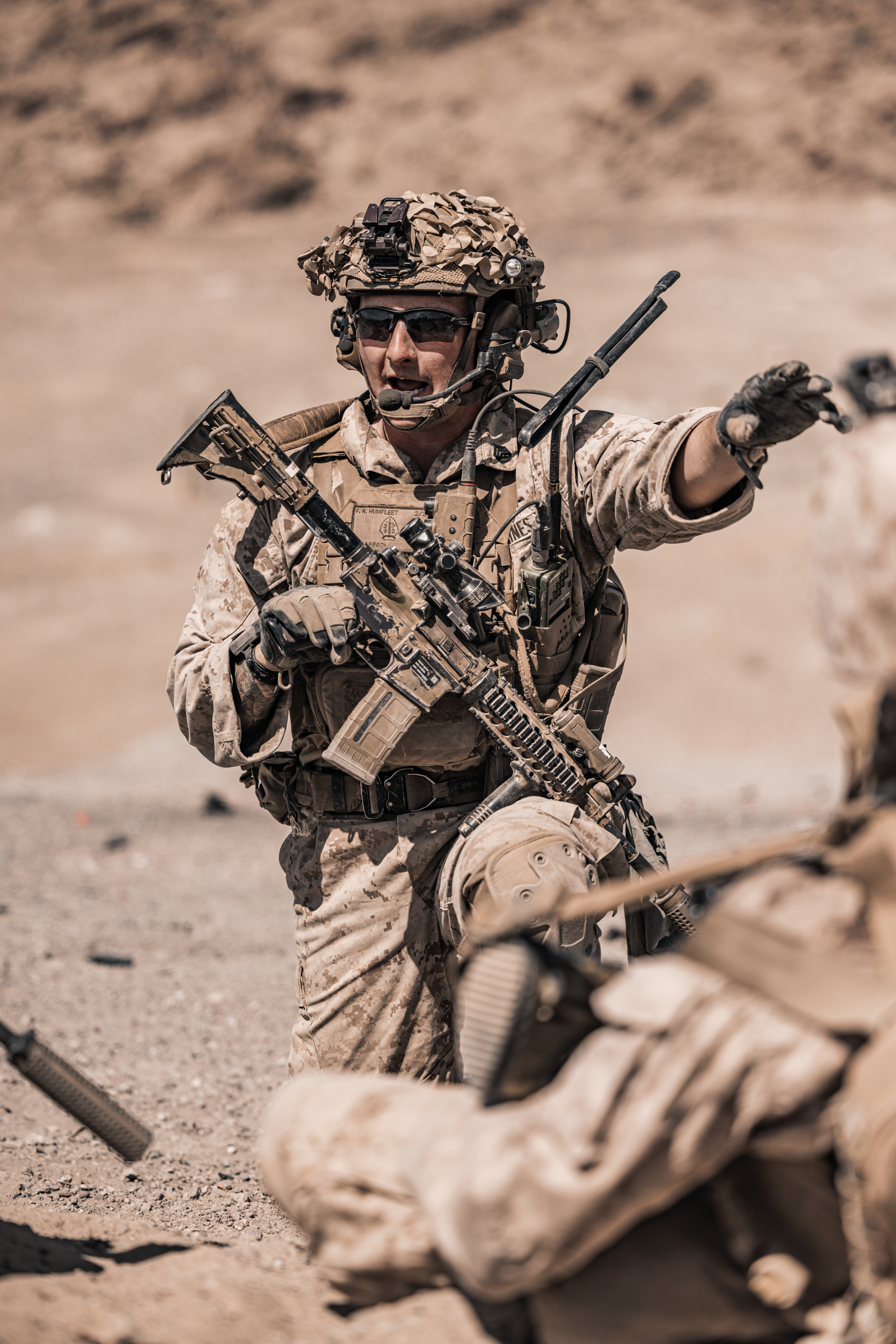
A l'échelon tactique, le commandement peut nécessiter une charge mentale importante et un stress lié à l'urgence des décisions

## Le cycle du commandement

Illustrations des situations de commandement
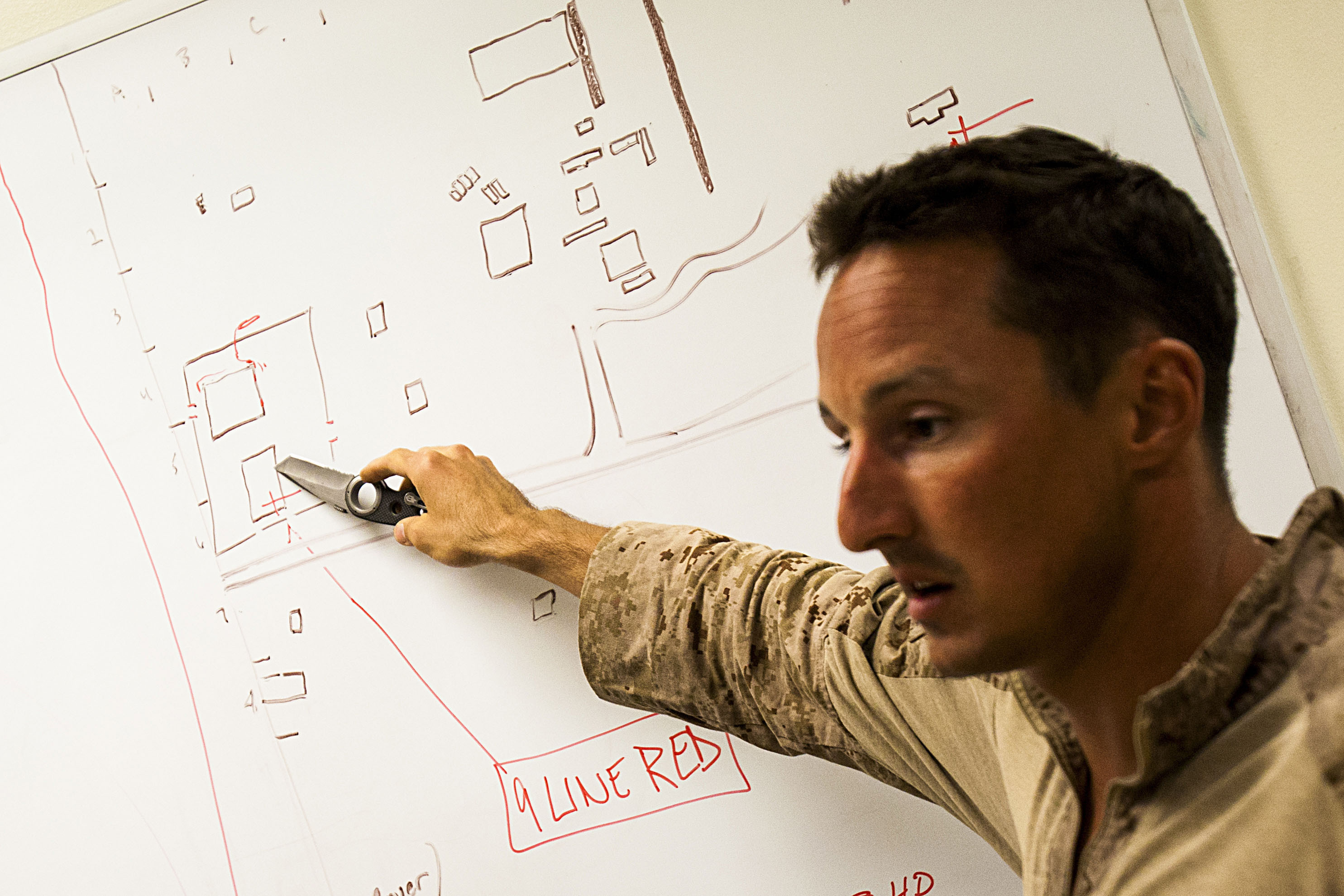
Analyse tactique
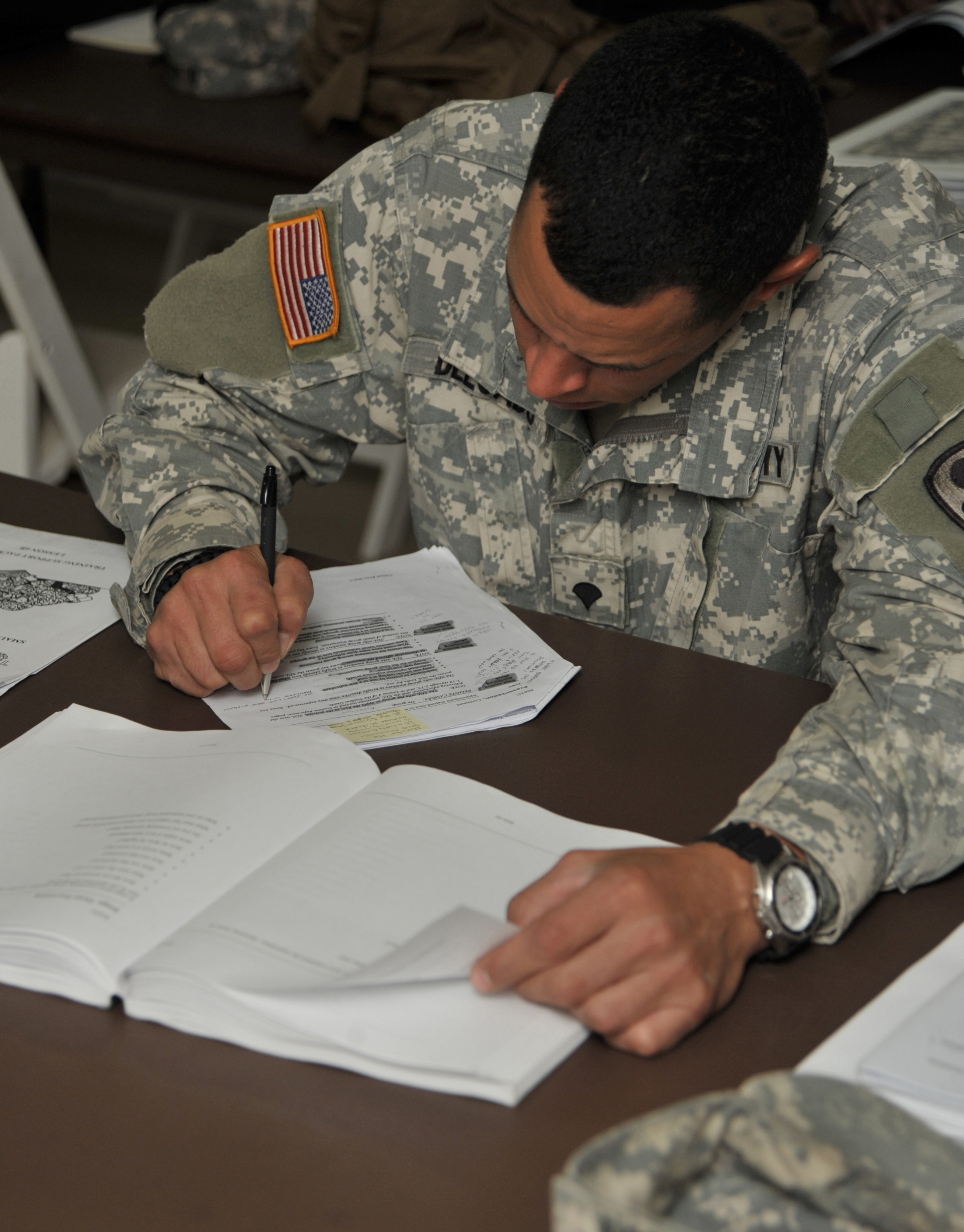
Conception de la manœuvre et rédaction des ordres
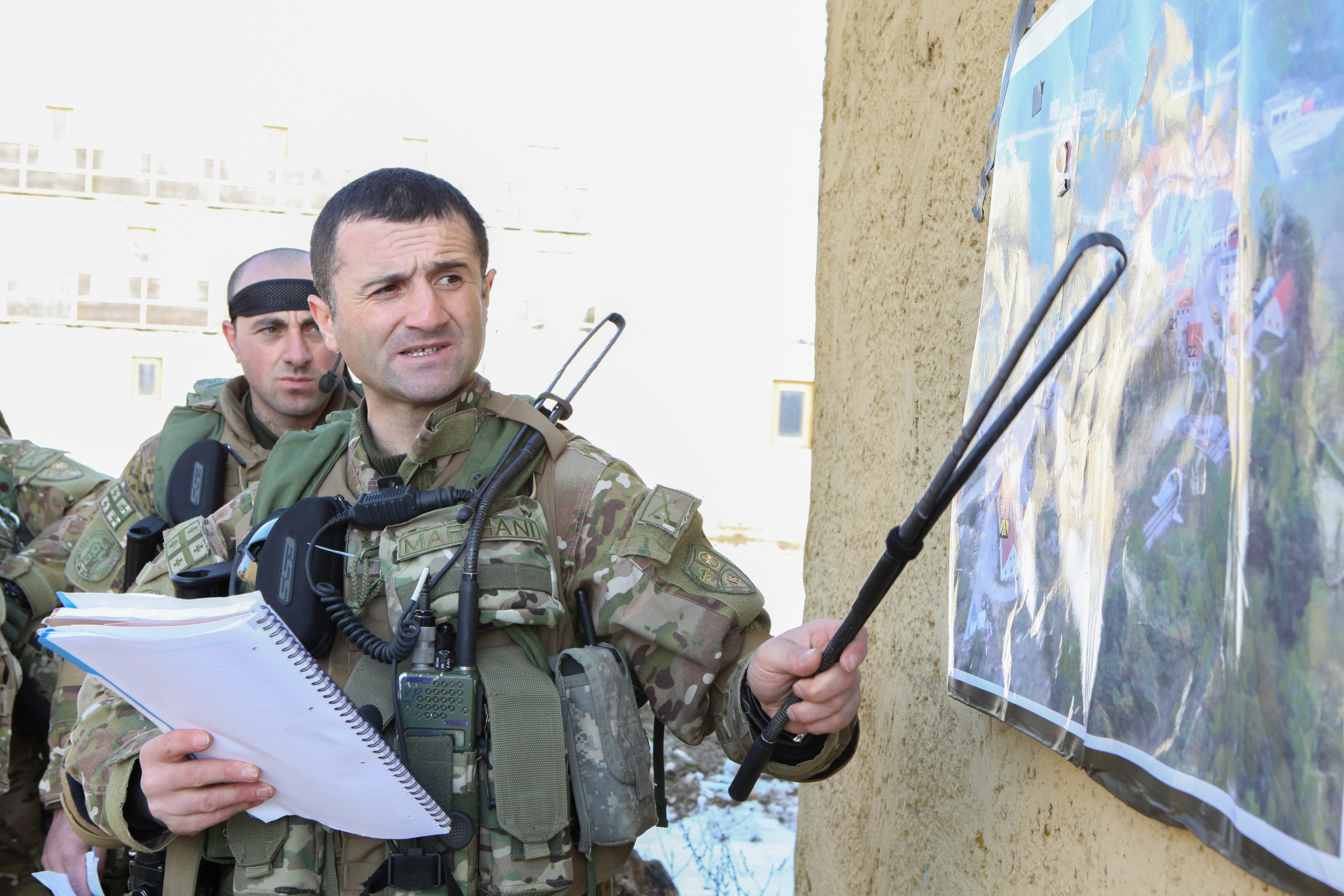
Diffusion des ordres, ici avec une caisse à sable.
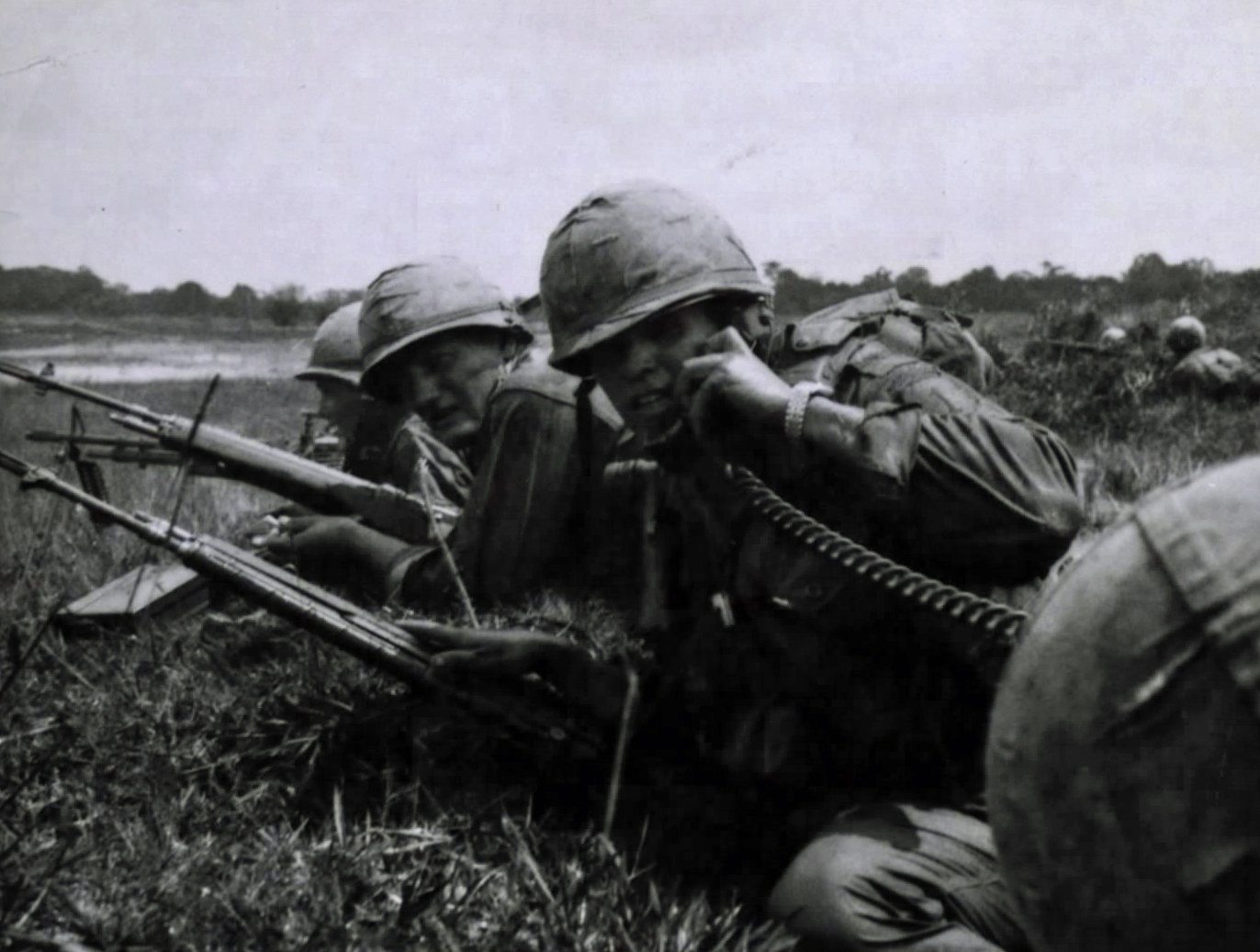
Conduite des opérations
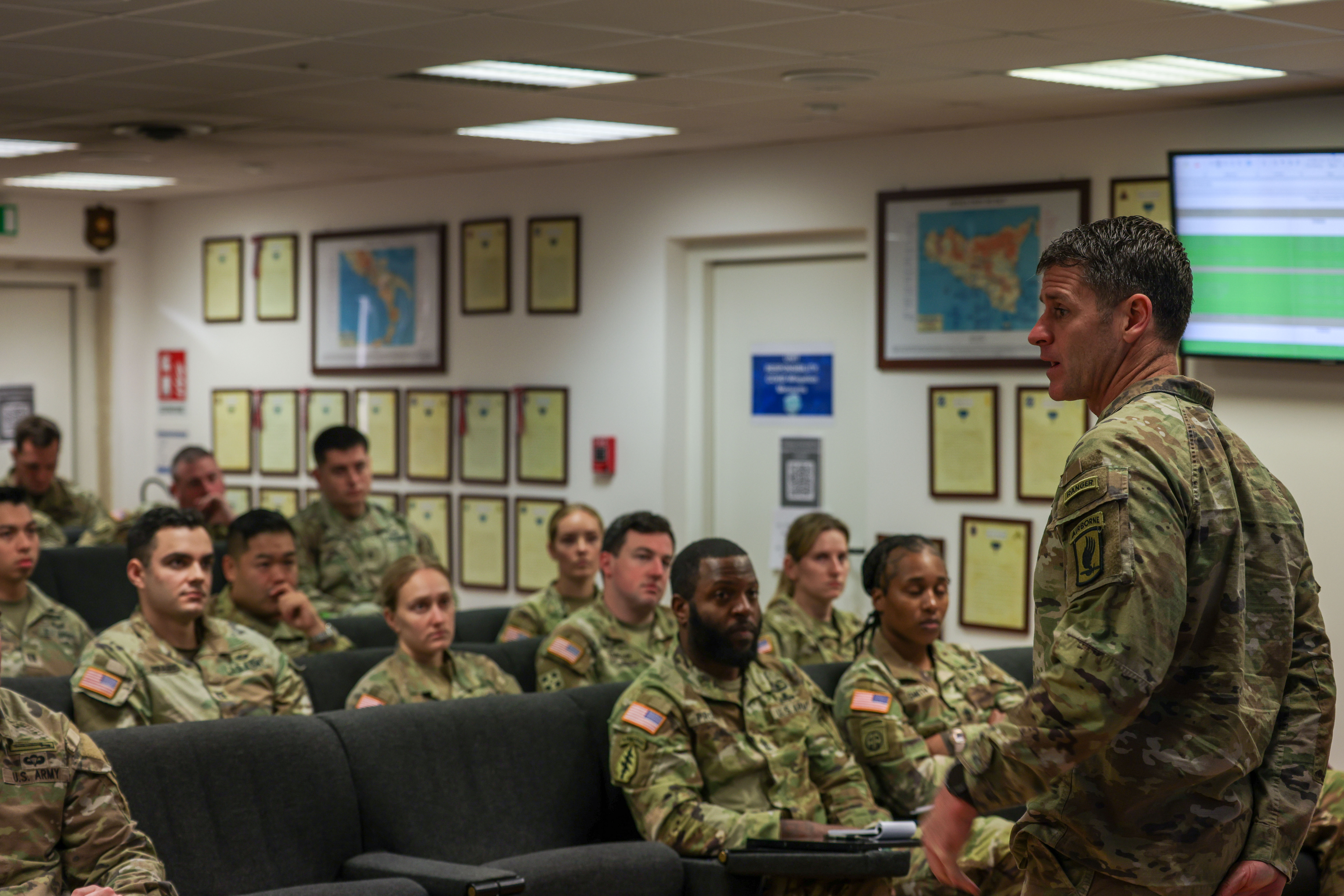
Retour d'expérience et débrieffing

## Ouvrages sur le commandement militaire
- Sun Tzu : L'Art de la guerre
- Michel Goya : Sous le feu